# Somatogyrus biangulatus
Somatogyrus biangulatus är en snäckart som beskrevs av Walker 1906. Somatogyrus biangulatus ingår i släktet Somatogyrus och familjen tusensnäckor. IUCN kategoriserar arten globalt som otillräckligt studerad. Inga underarter finns listade i Catalogue of Life.